# Milan (New Hampshire)
Pour les articles homonymes, voir Milan (homonymie).
Milan est une municipalité américaine située dans le comté de Coös au New Hampshire. Selon le recensement de 2010, sa population est de 1 337 habitants.

## Géographie
La municipalité s'étend sur 64,56 milles carrés (167,21 km2), dont 0,76 milles carrés (1,97 km2) d'étendues d'eau.

## Histoire
La localité est fondée en 1771 sous le nom de Paulsbourg, en l'honneur d'un cousin du gouverneur John Wentworth. En 1824, elle devient une municipalité et adopte le nom de Milan Harris, un industriel proche du gouverneur Levi Woodbury.